# راي كومبس
راي كومبس (بالإنجليزية: Ray Combs)‏ مواليد 3 أبريل 1956 في هاملتن، الولايات المتحدة - الوفاة 2 يونيو 1996 في غلينديل، الولايات المتحدة، هو ممثل وكوميدي أمريكي بدأ مسيرته الفنية سنة 1983.

## وقت مبكر من الحياة
وُلِد كومبس في هاميلتون، أوهايو في 3 أبريل 1956. تخرج من المدرسة الثانوية في عام 1974، حيث كان ممثلاً، ورئيسًا للفصل الدراسي الكبير، ومندوبًا للولاية للبنين. رفض منحة دراسية في الأكاديمية العسكرية للولايات المتحدة وبدلا من ذلك عمل كمبشر من كنيسة يسوع المسيح لقديسي الأيام الأخيرة لمدة عامين في أريزونا.

## بداية حياته المهنية
بدأ كومبس في تقديم الكوميديا في سينسيناتي، أوهايو، حيث طور أسلوبه الأكثر شهرة في الغناء الجماعي لأغاني المسلسلات الكوميدية. في عام 1979، أرسل كومبس رسالة إلى ديفيد ليترمان، يطلب فيها النصيحة. في الوقت الذي كان يتطور فيه في الكوميديا، كان كومبس يعمل كبائع أثاث في وظيفة يومية.
في عام 1982، انتقل كومبس إلى لوس أنجلوس، كاليفورنيا لمواصلة مسيرته الكوميدية، حيث أجرى اختبارات الأداء مع 200 ممثل كوميدي آخر يقومون بمسلسلات كوميدية. لقد أصبح مشهورًا جدًا لدرجة أن المسلسلات الكوميدية الأخرى غيرت جداول إنتاجها فقط حتى يتمكنوا من جعل جمهورهم يستمتع به.

## عداوة عائلية
شهد برنامج الألعاب الشهير المعروف باسم عداوة عائلية رحيل مضيفه الأصلي، ريتشارد داوسون، بينما كان المنتجان مارك جودسون وهاورد فيلشر يبحثان عن حل لتعيين المضيف التالي، وعرضوا على كومبس عقدًا لمدة سبع سنوات ليكون المضيف التالي للبرنامج.
في 4 يوليو 1988، تم بث الحلقة الأولى من برنامج عداوة عائلية والتي ظهر فيها راي كومبس كمضيف لبرنامج الألعاب التالي. مع كون هذا هو الطريق الأول لكومبس نحو النجومية، أصدر عداوة عائلية نسخة مجمعة من إحدى الحلقات في 19 سبتمبر 1988. كما ظهر معظم الموظفين، بما في ذلك المضيف والمنتجين، كضيوف في برامج أخرى، مما ساعد في تحسين تقييمات عداوة عائلية.
بحلول 29 يونيو 1992، تم تمديد حلقات العرض من ثلاثين دقيقة إلى ساعة كاملة. قدم العرض آليات جديدة، بما في ذلك جولات عين الثور، والتي تم نقلها إلى الإصدارات الموزعة من العرض بأثر رجعي في 14 سبتمبر 1992.
على الرغم من النجاح الهائل الذي حققه كومبس، إلا أن تقييمات العرض بدأت في الانخفاض بحلول أوائل عام 1993. بدأت محطات التلفزيون المختلفة في تعديل الإطار الزمني لبث العروض، بما في ذلك إعادة العرض، إلى إطارات زمنية لاحقة. ومع مرور الوقت، قامت المحطات بإلغاء العرض من جداولها بالكامل. شعر المنتجون أن فلسفة كومبس لم تكن مناسبة تمامًا للعرض، وقد ثبت أن هذا هو السبب وراء انخفاض التقييمات. بعد وفاة مارك جودسون، تولى ابنه جوناثان جودسون منصب الرئيس والمدير التنفيذي لشركة والده. على الرغم من أن كومبس ومارك جودسون كانا على علاقة جيدة باستمرار، إلا أن أفكار جوناثان جودسون انعكست في الاتجاه المعاكس، حيث فكر في التصويت لإخراج كومبس من العرض والبحث عن مضيف جديد للحفاظ على استقرار التقييمات. بعد أن أجرى جوناثان جودسون الترتيبات مع منتجي العرض، توصل الإجماع أخيرًا إلى توافق - إعادة المضيف السابق ريتشارد داوسون.
قام كومبس بتصوير الحلقة الأخيرة له مع العرض في أوائل عام 1994، ولكن بعد انتهاء العرض، انطلق كومبس دون أن يقول وداعًا لأي شخص. وبكل المقاييس، أصيب كومز بالأذى والصدمة بسبب طرده من العرض.

## مهنة لاحقة
بعد أشهر من استضافة برنامج عداوة عائلية للمرة الأخيرة، تعرض كومبس لإصابة أثناء حادث سيارة. وقد أدى هذا التأثير إلى تمزق أحد أقراص العمود الفقري لديه، ولكن حتى بعد خروجه من المستشفى، ظل يعاني من آلام شديدة ومتواصلة. ومع ذلك، كان كومبس يعاني من مشاكل مالية بعد أن أعلن اثنان من نوادي الكوميديا التي يملكها في سينسيناتي إفلاسهما واضطرا إلى الإغلاق. لقد تم حجز منزله في هاميلتون بولاية أوهايو لأنه لم يكن قادرًا على تحمل تكاليف سداد الرهن العقاري. بحلول سبتمبر 1995، انفصل كومبس عن زوجته ديبي، لكن الطلاق لم يتم الانتهاء منه أبدًا.
بذل كومبس عدة محاولات لإحياء مسيرته التلفزيونية، لكن على كل حال لم تنجح أي من محاولاته. قام بتصوير حلقة تجريبية لبرنامج حواري تحت اسمه الحقيقي، لكن لم ترغب أي محطة في التقاطه. بحلول أواخر عام 1995، أصبح مضيفًا لبرنامج ألعاب للمراهقين يسمى تحدي العائلة، لكن البرنامج لم يستمر سوى بضعة أشهر.

## موت
في الأول من يونيو عام 1996، اتصل كومبس بزوجته ديبي، وودّعها قبل أن يتناول رشفة من الماء ممزوجة بحبوب غير معروفة. ديبي، التي اشتبهت في أن زوجها لديه ميول انتحارية، اتصلت بالشرطة، التي نقلت كومبس إلى المستشفى بسبب احتمال تناول جرعة زائدة. وفي وقت لاحق من اليوم، جاءت ديبي لتلتقط زوجها من المستشفى، ولكن بعد أن علم كومبس أن زوجته تخلصت من بقية الحبوب لمنع محاولات الانتحار الأخرى، ترك كومبس سيارة زوجته وركب سيارة أحد المارة إلى مسكن العائلة في جلينديل، أريزونا.
وبمجرد عودة كومبس إلى مسكن العائلة في جلينديل، تم استدعاء الشرطة على الفور، التي شهدت موقع اضطراب. تم الكشف عن أن كومز دمر جميع المتعلقات الموجودة داخل المنزل تقريبًا، وضرب رأسه بالجدران قبل أن يسقط رأسه أولاً في الجاكوزي حتى التقطته الشرطة وأدخلته إلى المستشفى مرة أخرى. تم وضع كومبس في جناح الطب النفسي لمدة اثنتين وسبعين ساعة.
وفي صباح اليوم التالي، يوم 2 يونيو/حزيران 1996، وفي حوالي الساعة 4:10 صباحاً، اكتشف موظفو المستشفى كومبس مشنوقاً بملاءة سرير داخل خزانة. كانت محاولتهم لإحياء كومبس غير ناجحة، وأعلن عن وفاته. وقد أُعلنت وفاته انتحارًا. وكان عمره عند وفاته أربعين سنة.
وفي أعقاب ذلك، كان كومبس غارقًا في ديون كبيرة وقت سقوطه. وكشفت مصادر أنه كان يواجه دينًا عقاريًا بقيمة 500 ألف دولار على منزله في جلينديل، والذي وقع في نهاية المطاف فريسة للحجز العقاري. وشملت الديون الأخرى 100 ألف دولار لدائرة الإيرادات الداخلية بشأن الضرائب غير المدفوعة و150 ألف دولار في شكل قروض بطاقات الائتمان. انتقلت ديبي، الأرملة مع أطفالها الخمسة، إلى شقة وبدأت في جمع الطعام من بنوك الطعام حتى حان الوقت المناسب لتحدي العالم الحقيقي بمجرد أن يكبر جميع أفراد العائلة.

## فيلموغرافيا
- حقائق الحياة (1985)
- ذا غولدن غيرلز (1987) (بدور: بوب هندرسون)
- فاميلي فيود (1988)
- راسلمينيا 8 (1992)
- لاري ساندريس شو (1992)

## روابط خارجية
- راي كومبس على موقع IMDb (الإنجليزية)
- راي كومبس على موقع تيرنر كلاسيك موفيز (الإنجليزية)
- راي كومبس على موقع إن إن دي بي (الإنجليزية)
- راي كومبس على موقع قاعدة بيانات الفيلم (الإنجليزية)